# Гранів (Харківський район)
Гра́нів — село в Україні, у Дергачівській міській громаді Харківського району Харківської області. Населення становить 125 осіб. До 2020  року орган місцевого самоврядування — Козачолопанська селищна рада.

## Географія
Село Гранів розташоване на лівому березі річки Лопань на кордоні з Росією, вище за течією, за 2 км розташоване село Червоний Хутір (Бєлгородська область), нижче за течією на відстані 1 км — смт Козача Лопань, на протилежному березі — село Шевченка. У селі знаходиться залізничний зупинний пункт 737 км (з 2014 року приміське сполучення до зупинного пункту припинено, найближча залізнична станція — Козача Лопань, за 1,8 км на південь). Селом тече Балка Хомина і впадає у ріку Лопань.

## Населення

### Мова
Розподіл населення за рідною мовою за даними перепису 2001 року:
| Мова            | Кількість | Відсоток |
| --------------- | --------- | -------- |
| українська      | 105       | 84.0%    |
| російська       | 17        | 13.6%    |
| вірменська      | 1         | 0.8%     |
| інші/не вказали | 2         | 1.6%     |
| Усього          | 125       | 100%     |

## Історія
Село засноване у 1750 році.
12 червня 2020 року, розпорядженням Кабінету Міністрів України № 725-р «Про визначення адміністративних центрів та затвердження територій територіальних громад Харківської області», Козачолопанська селищна рада об'єднана з Дергачівською міською громадою.
19 липня 2020 року, в результаті адміністративно-територіальної реформи та ліквідації Дергачівського району, село увійшло до складу Харківського району.
З 24 лютого 2022 року, з першого дня російського вторгнення в Україну, село перебувало під тимчасовою окупацією російських загарбників. 11 вересня 2022 року звільнено від російських загарбників в ході контрнаступу Збройних сил України.